# Arocatus melanocephalus
Arocatus melanocephalus (лат.), или вязовый клоп, — вид клопов из рода Arocatus семейства наземников.

## Описание
Размеры тела 5,5—7,5 мм.
Встречается под корой деревьев (особенно дубов), в щелях древесины, на листьях различных деревьев (преим. вяз). В городских условиях известен причинением неудобств жителям домов, располагающихся вблизи деревьев, из-за назойливого проникновения в щели между оконными рамами, дверями и пр.

## Распространение
Южноевропейский вид, не найден на севере Африки. На север доходит до Дании, Германии, Австрии, Чехии, Румынии. Известен с Молдавии. Достаточно распространенный вид в лесостепной зоне Украины, кроме западных областей и Полесья. На северо-запад доходит до окр. Киева, на восток — до Саратовской, Самарской, Волгоградской, Астраханской обл. Отмечен в Предкавказье, Закавказье, Турции. Одна находка в Оренбургской губ. (1879 г.). Выявлен в Курской, Воронежской областях.